# کریمزن داینامو
دینام زرشکی (به انگلیسی: Crimson Dynamo) (به روسی: Багровое динамо) عنوان چندین شخصیت تخیلی و ابرتبه‌کار در کتاب‌های کامیک مارول کامیکس می‌باشد. این کاراکتر به وسیلهٔ استن لی و دان هک خلق شده و اولین بار در داستان‌های در حال تعلیق شماره‌های ۴۶ام (اکتبر ۱۹۶۳) معرفی شد. در طی سال‌ها، کریمزن دایناموهای زیادی با پوشیدن زرهٔ برقی از طرف شوروی یا روسیه مأمور شدند تا مرد آهنی را نابود کنند.